# 大日耳曼國

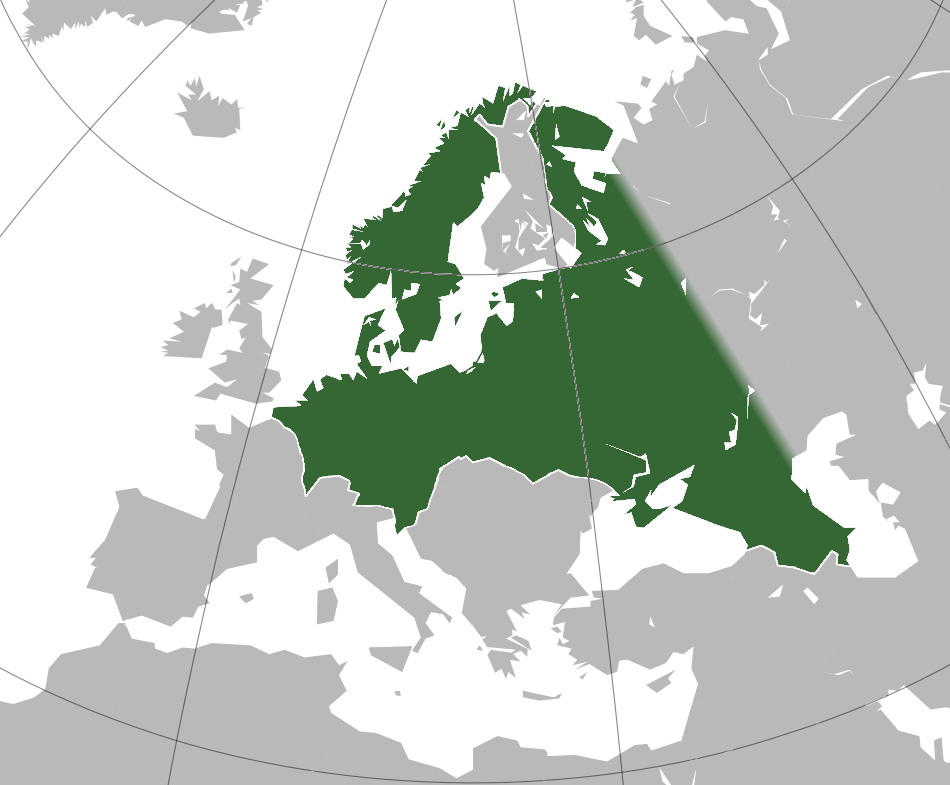
計劃中「大日耳曼國」的邊界——包括潛在的傀儡國和保護國；資料來源基於各種來自於國家行政部門和黨衛隊領導層的部分系統化目標計劃（例如東方總計劃）

「大日耳曼國」（德語：Großgermanisches Reich），全稱為「德意志民族的大日耳曼國」（德語：Großgermanisches Reich Deutscher Nation）是納粹德國在第二次世界大戰期間計劃在歐洲建立的一個政治實體國家的官方名稱。大日耳曼國的領土要求隨時時間的推移而變化。早在1933年秋，希特勒就設想將波希米亞、 波蘭西部、奧地利等地併入德國並建立一系列沒有獨立經濟且無法獨立的衛星國與傀儡國。
這個設想的泛日耳曼帝國幾乎將整個日耳曼歐洲合併為一個極為龐大的國家。其領土上包括了擴張過後的德意志國本身（包括1938年以前的德國本土、奧地利、波希米亞、摩拉維亞、捷克西里西亞、亞爾薩斯-洛林、奧伊彭-馬爾默迪、梅梅爾、下施蒂利亞、上卡尼奧拉、斯洛維尼亞的卡林西亞、波蘭、荷蘭、比利時的佛蘭德地區、盧森堡、丹麥、挪威、瑞典、冰島、列支敦士登、以及瑞士至少要包括德語區。
值得注意的是英國，至少在計劃中英國不會淪為德國的一個省份，取而代之的是成為德國的一位海軍盟友。另一個值得注意的是南蒂羅爾德裔區，那里會是意大利盟友的一部分。除了日耳曼歐洲之外，德國與法國的邊界將恢復到早期神聖羅馬帝國時期，這就意味完全地吞併瓦隆、瑞士法語區；以及法國北部、東部的大片地區。此外，德國在「生存空間」裏計劃向東擴張至烏拉山脈（在此過程中需從立陶宛、拉脫維亞、愛沙尼亞，以及蘇聯奪取領土）。希特勒計劃將居住在烏拉山脈以西的「多餘」俄羅斯人口驅逐至烏拉山脈以東。

## 思想前景

### 種族理論
納粹種族理論認為歐洲的日耳曼人屬於高等種族，是更高級的雅利安人種——北歐人種的後代，雅利安人被視為是文明社會中獨一無二的文化繼承者。這些種族會被視為「真正的日耳曼人」，但「已經失去了種族自豪感」 ，也會被認作德意志人的親緣種族。德國總理阿道夫·希特勒也認為古希臘人和古羅馬人同樣是德國種族的祖先，是「北歐-希臘」文化和藝術的第一批傳播者。希特勒特別欽佩古斯巴達，並聲稱其為種族最純凈的國家：
「由于斯巴达人的种族优势，六千名斯巴達人征服了三十五萬名希洛人是可行的。」斯巴達人開創了「第一個種族主義的國家。」
此外，希特勒的「日耳曼」理論並不只指代族群、文化，和語族，它直接包括了生物種族理論，這代表著他想從雅利安種族的敵人統治下拯救高等「日耳曼血統」。希特勒指出，德國擁有的這些「日耳曼成分」比世界上的任何國家都要多，他認為「我們五分之四的人民」擁有這些成分。
無論在世上何處發現日耳曼血統，我們都會獲取一切對我們有益的東西。而剩下的人將無法反抗我们的日耳曼帝国。——阿道夫·希特勒
根據納粹的描述，除了日耳曼民族以外， 那些表面上是不屬於日耳曼國家的民眾例如法蘭西人、波蘭人、瓦隆人、捷克人等也很可能擁有富貴的日耳曼血統，尤其是貴族和農民階層。為了「恢復」這些「消逝」的日耳曼成分接受日耳曼化（納粹用語為「Umvolkung」，意為「迴歸種族」。） 如果那些人無法「恢復」，那就必須消滅他們，防止敵人利用他們的優勢血統來對抗雅利安人。其中一個納粹日耳曼化的例子便是幫綁架具有「種族價值」的東歐孩童。奇怪的現象是，相對於不抗拒的人，那些被選中進行日耳曼化但反對納粹的人在種族上被視為更優勢。因為根據希姆萊的說法，「抵抗是德意志人的天性」。
在《我的奮鬥》第一頁，希特勒公開宣稱他相信「共同的血統屬於一個共同的國家」，他對闡述了先天種族品（因此影響了納粹運動）應當優於「人造」概念，例如民族認同（包括德國地區認同，例如普魯士和巴伐利亞），後者對於那些「值得」被納入同一個大德意志種族國家（一個民族、一個國家、一個元首；德語：Ein Volk, Ein Reich, Ein Führer）的人民來說才是決定性因素。為了確保雅利安種族（根據希特勒的描述，雅利安種族在「逐漸消亡」）從今往後的霸權地位，希特勒採取了部分戰略模式，即消滅那些他認為是「無用小國」（德語：Kleinstaatengerümpel；類似於德國割據時期的小國家）的歐洲國家並把北歐全部國家合為一個統一的種族共同體。從1921年起，希特勒便主張建立一個「德意志民族的日耳曼國」。
正是這片大陸將文化帶到了大不列顛，反過來又讓她能夠在世界的其他大多數地方進行殖民。無法想象沒有歐洲的美洲會是怎樣。為什麼我們就沒有必不可缺的力量成為一個擁有吸引力的世界中心呢？一億兩千萬的日耳曼人——如果他們鞏固自己的地位，這將會是一股無人可敵的力量。而組成日耳曼世界的國家將只會從中受益。我可以從自己身上看到這一點。我的祖國是德國最美麗的地方之一，但如果任由其自然發展，它會成為什麼呢？像奧地利、薩克森、丹麥，又或者是瑞士這樣的國家是不可能發展出自己的潛能的。因為沒有基礎。未來的大門又一次為日耳曼民眾打開了，這正是一種運氣所在。——阿道夫·希特勒，1942

### 名稱
這個設想帝國的名稱特意參考了中世紀時期的（德意志民族的）神聖羅馬帝國，民族社會主義史學裏則稱為「第一帝國」。這個中世紀的帝國在德意志的歷史長河中留下了各種不同層面的遺產。希特勒非常欽佩法蘭克皇帝查里曼的「文化創造力」、組織力、以及他對個人權力的摒棄。與此同時，他也批評神聖羅馬帝國的皇帝忽視「東進政策」（德語：Ostpolitik）就像他本人的政策一樣，在政治上僅注重於南方。「德奧合併」後，考慮到舊神聖羅馬帝國的皇權象徵（皇冠、御劍、聖槍等其他物品）在1424年至1796年期間曾存放於紐倫堡，希特勒下令將這些物品從維也納轉移至紐倫堡存放。 紐倫堡不僅是神聖羅馬帝國的舊民間首都，同時還是紐倫堡黨代會的舉辦地點。因此，「皇權」的轉移不僅為希特勒的德國成為「舊帝國」的繼承者增添了合法性，同時還削弱了皇帝的維也納舊居。
德國在1939年佔領波希米亞後，希特勒聲稱神聖羅馬帝國已然「重生」，但他在私下仍會聲稱他的帝國比舊「羅馬」帝國更強大。不同於「民族混雜的巴巴羅薩天主教帝國」 ，德意志民族的日耳曼國將建立在種族主義與民族主義之上。建立這個國家並不是為了恢復中世紀的價值觀，而是為了「推進一個全新的黃金時代，在這個時代裏，過往的優勢將與現代種族主義和民族主義思想相結合」。
神聖羅馬帝國的歷史邊界也被納粹黨當成收復領土的根據，他們對曾經屬於神聖羅馬帝國的一切現代領地與國家提出要求。甚至在開戰前希特勒就希望撕毀《威斯特伐利亞和約》，該條約賦予了神聖羅馬帝國各領地的完整主權。1939年11月17日，德國宣傳部長約瑟夫·戈培爾在日記中寫道，納粹政權的「偉大目標」就是「徹底清算」這一歷史性的條約，而且這份條約起於明斯特，也終將止於明斯特這座相同的城市。

### 泛德意志主義 VS 泛日耳曼主義
雖然納粹計劃在戰後種族政治秩序中賦予歐洲其他「日耳曼人」與德意志人一樣的高等種族地位，但卻從未考慮過讓這些國家的臣民擁有獨立的民族權力。這些日耳曼國家在全方面都將被視為德國的延伸而非擁有獨立地位的國家，而且德國人明確表示將維護帝國「最強大的力量源泉，無論是意識形態還是軍事地位」 。即使是最支持該理念的納粹高層海因里希·希姆萊，也無法擺脫對德意志人與日耳曼人的等級劃分理念。親衛隊官方報刊《黑色軍團》對於日耳曼「兄弟手足」和德意志霸權之間的矛盾協調從未成功。日耳曼國家的納粹主義政黨成員在訪問德國時也會被禁止參加德國納粹黨的集會。雖然這一限制在斯大林格勒戰役後被取消，但需要參訪者前提進行通報，以便於警告發言人不要發表對他們自己祖國的貶低言論。
儘管希特勒本人和希姆萊的黨衛隊都主張建立泛日耳曼帝國，但在納粹政權內部大多數人不認可這一主張。 戈培爾和約約阿希姆·馮·里賓特洛甫領導下的德國外交部更傾向於建立一個由德國主導的大陸聯盟，其代表為反共產國際協定，以及里賓特洛甫提出的「歐洲聯邦」（德語：Europäischer Staatenbund）計劃 ，還有早期帝制德意志帝國的「中歐」（德語：Mitteleuropa）概念。

### 日耳曼神秘主義
納粹黨領導層內部對於進行「日耳曼歷史」的意識形態精神培養存在分歧。希姆萊對「日耳曼使命」的深奧大眾化闡釋遭到了希特勒的強烈批評。希姆萊在一次演說中譴責查里曼皇帝是「撒克遜人的屠夫」，但希特勒卻說這不是「歷史罪行」，而是一件好事，因為維度金德在征服薩克森的同時把西方文化帶入了如今這片屬於德國的地方。同時希特勒也不贊成希姆萊通過他的祖先遺產學會來進行偽考古學項目，例如在史前日耳曼遺址進行挖掘：「為什麼我們要讓全世界都關注我們沒有過去的事實？」 
為了用更符合民族社會主義意識形態的宗教來完全取代基督教，希姆萊與阿佛烈·羅森堡試圖用日耳曼異教（本土傳統宗教和日耳曼人的民族宗教）取而代之，其中日本的神道教被視為近乎完美的東亞對手。他們下令建造日耳曼教的禮拜場所，其目的在於以日耳曼祝聖來取代基督教儀式，這其中就包括不同的婚姻與葬禮儀式。海因里希·海姆在《阿道夫·希特勒在元首總部的獨白 1941-1944》（德語：Adolf Hitler. Monologe im Führerhauptquartier 1941-1944）（這本書有好幾個版本，這裏引用Orbis Verlag的2000年版本）一書中引用了希特勒在1941年10月14日的發言： 「允許奧丁教的復興完全是愚蠢至極。我們古老的神靈已然不復存在，而且無法復興。在基督教傳來的時候……整個古代要麽在單方面遵循哲學體系，要麽就是崇拜神靈。 但在現代，讓全人類都陷入自欺欺人完全是不可取的。」